# Grand Prix Kanady 1974
Grand Prix Kanady 1974 (oryg. Labatt's Canadian Grand Prix) – 14. runda Mistrzostw Świata Formuły 1 w sezonie 1974, która odbyła się 22 września 1974, po raz szósty na torze Mosport International Raceway.
14. Grand Prix Kanady, ósme zaliczane do Mistrzostw Świata Formuły 1.

## Klasyfikacja
| Legenda oznaczeń w tabelach wyników Wyświetl szablon na nowej stronie | Legenda oznaczeń w tabelach wyników Wyświetl szablon na nowej stronie                                                                     |
| Oznaczenie                                                            | Wyjaśnienie |
| --------------------------------------------------------------------- | --- |
| Złoty                                                                 | Zwycięzca lub mistrzostwo |
| Srebrny                                                               | 2. miejsce lub wicemistrzostwo |
| Brązowy                                                               | 3. miejsce lub II wicemistrzostwo |
| Zielony                                                               | Ukończył, punktował (w klasyfikacji generalnej, gdy zdobył co najmniej jeden punkt na przestrzeni sezonu, poza trzema powyższymi opcjami) |
| Niebieski                                                             | Ukończył, nie punktował (w klasyfikacji generalnej, gdy nie zdobył co najmniej jednego punktu na przestrzeni sezonu)                      |
| Czerwony                                                              | Nie zakwalifikował się (NZ) |
| Czerwony                                                              | Nie prekwalifikował się (NPK) |
| Różowy                                                                | Nie ukończył (NU) |
| Różowy                                                                | Niesklasyfikowany (NS) (w klasyfikacji generalnej, gdy nie został sklasyfikowany w żadnym wyścigu sezonu)                                 |
| Czarny                                                                | Zdyskwalifikowany (DK) |
| Czarny                                                                | Wykluczony (WYK/EX) |
| Biały                                                                 | Nie wystartował (NW) |
| Biały                                                                 | Kontuzjowany (K/INJ) |
| Biały                                                                 | Wyścig odwołany (OD/C) |
| Bez koloru                                                            | Został wycofany (WYC/WD) |
| Bez koloru                                                            | Nie przybył (NP/DNA) |
| Bez koloru                                                            | Nie brał udziału w treningach (NT/DNP) |
| Bez koloru                                                            | Nie został zgłoszony (–) |
| Pogrubienie                                                           | Start z pole position |
| Kursywa                                                               | Najszybsze okrążenie wyścigu |
| †                                                                     | Nie ukończył, ale jego rezultat został zaliczony ze względu na przejechanie więcej niż 90% dystansu wyścigu.                              |
| *                                                                     | Sezon w trakcie |
| 1/2/3                                                                 | Punktowana pozycja w sprincie kwalifikacyjnym                                                                                             |
| Lista systemów punktacji Formuły 1                                    | |

| Poz | Nr | Kierowca             | Konstruktor       | Okrążenia | Czas/powód NU      | Poz. start. | Punkty |
| --- | -- | -------------------- | ----------------- | --------- | ------------------ | ----------- | ------ |
| 1   | 5  | Emerson Fittipaldi   | McLaren-Ford      | 80        | 1:40:26.136        | 1           | 9      |
| 2   | 11 | Clay Regazzoni       | Ferrari           | 80        | + 13.034           | 6           | 6      |
| 3   | 1  | Ronnie Peterson      | Lotus-Ford        | 80        | + 14.494           | 10          | 4      |
| 4   | 24 | James Hunt           | Hesketh-Ford      | 80        | + 15.669           | 8           | 3      |
| 5   | 4  | Patrick Depailler    | Tyrrell-Ford      | 80        | + 55.322           | 7           | 2      |
| 6   | 6  | Denny Hulme          | McLaren-Ford      | 79        | + 1 okrążenie      | 14          | 1      |
| 7   | 55 | Mario Andretti       | Parnelli-Ford     | 79        | + 1 okrążenie      | 16          |        |
| 8   | 8  | Carlos Pace          | Brabham-Ford      | 79        | + 1 okrążenie      | 9           |        |
| 9   | 7  | Carlos Reutemann     | Brabham-Ford      | 79        | + 1 okrążenie      | 4           |        |
| 10  | 19 | Helmuth Koinigg      | Surtees-Ford      | 78        | + 2 okrążenia      | 22          |        |
| 11  | 27 | Rolf Stommelen       | Lola-Ford         | 78        | + 2 okrążenia      | 11          |        |
| 12  | 66 | Mark Donohue         | Penske-Ford       | 78        | + 2 okrążenia      | 24          |        |
| 13  | 2  | Jacky Ickx           | Lotus-Ford        | 78        | + 2 okrążenia      | 21          |        |
| 14  | 26 | Graham Hill          | Lola-Ford         | 77        | + 3 okrążenia      | 20          |        |
| 15  | 21 | Jacques Laffite      | Iso Marlboro-Ford | 74        | Przebita opona     | 18          |        |
| 16  | 33 | Jochen Mass          | McLaren-Ford      | 72        | + 8 okrążeń        | 12          |        |
| NS  | 15 | Chris Amon           | BRM               | 70        | Nie sklasyfikowany | 25          |        |
| NU  | 12 | Niki Lauda           | Ferrari           | 67        | Wypadek            | 2           |        |
| NU  | 16 | Tom Pryce            | Shadow-Ford       | 65        | Silnik             | 13          |        |
| NU  | 28 | John Watson          | Brabham-Ford      | 61        | Zawieszenie        | 15          |        |
| NS  | 14 | Jean-Pierre Beltoise | BRM               | 60        | Nie sklasyfikowany | 17          |        |
| NU  | 3  | Jody Scheckter       | Tyrrell-Ford      | 48        | Hamulce            | 3           |        |
| NU  | 17 | Jean-Pierre Jarier   | Shadow-Ford       | 46        | Wał prz. napędu    | 5           |        |
| NU  | 20 | Arturo Merzario      | Iso Marlboro-Ford | 40        | Sterowność         | 19          |        |
| NU  | 50 | Eppie Wietzes        | Brabham-Ford      | 33        | Silnik             | 26          |        |
| NU  | 9  | Hans-Joachim Stuck   | March-Ford        | 12        | Probl. z paliwem   | 23          |        |
| NZ  | 18 | Derek Bell           | Surtees-Ford      |           |                    |             |        |
| NZ  | 22 | Mike Wilds           | Ensign-Ford       |           |                    |             |        |
| NZ  | 10 | Vittorio Brambilla   | March-Ford        |           |                    |             |        |
| NZ  | 42 | Ian Ashley           | Brabham-Ford      |           |                    |             |        |